# 王砚泉
王砚泉（1917年10月15日—2016年10月27日），男，出生于新镇县张青口村（今属保定雄县），1935年参加一二·九运动，1937年11月11日，王砚泉成为中国共产党党员，同时调任决死队二大队五中队指导员 ，历任指导员、教导员、科长、参谋处长。中国人民解放军少将。

## 生平
1937年加入中国共产党。抗日战争时期，历任指导员、教导员、股长、科长、参谋处长等职，参加了洪洞赵城间、南官庄、浮山、子长城、长治城、泌县等战役战斗。第二次国共内战时期，历任参谋处长、旅参谋长、副师长等职，参加了上党、官雀、吕梁中街村、祝王庄、洛阳、淮海、渡江等战役战斗。1949后，历任昆明军区副参谋长、军政治委员等职。1950年，随团长韦国清前往越南，担任越南人民军第308师顾问，与法军作战。1961年晋升为少将军衔，曾获二级独立自由勋章、二级解放勋章和一级红星功勋荣誉章。